# Bartosz Kurek
Bartosz Kamil Kurek, född 29 augusti 1988 i Wałbrzych, är en polsk volleybollspelare. Han har spelat för polska landslaget bland annat vid OS 2012, 2016 och 2020.